# Tunel Oucmanice
Tunel Oucmanice je plánovaný tunel na prvním železničním koridoru Ústí nad Orlicí–Choceň s délkou 4,985 km..  

## Historie
Průzkumné geologické vrty v roce 2009 předpověděly, v jakém podloží by se případný tunel měl razit. V roce 2013 následně stát rozhodl o variantě Střed 2 modernizace stávající tratě mezi Ústím nad Orlicí a Chocní, ve které se počítá jen s kratšími tunely. 
V roce 2017 došlo k novém zhodnocení ekonomické efektivity a varianta maximální (s tunelem Oucmanice) se stala znovu preferovanou variantou, což se potvrdilo i o rok později, kdy tato varianta dostala pozitivní ekonomické hodnocení ve studii proveditelnosti.
Centrální komise Ministerstva dopravy v lednu 2019 nakonec vybrala variantu M+B, obsahující výstavbu nové trati na maximální rychlost 160 - 200 km/h s tunely Oucmanice a Hemže, zároveň se zachováním stávající trati v údolí Tiché Orlice a jejím mimoúrovňovým propojením s novou tratí. Trať by měla vést mezi Brandýsem nad Orlicí a Kerharticemi, pod obcí Oucmanice.
V letech 2021–2023 se současná trať zrekonstruovala ve stávající stopě.
Zahájení stavby tunelu se v současné době (jaro 2023) předpokládá na rok 2030.

## Parametry stavby
Tunel Oucmanice by měl být tvořen dvěma tubusy, ve kterých se budou nacházet bezpečnostní propojky pro případ mimořádné situace. Počítá se s maximální rychlostí 200 km/h v souvislosti se zavedením této rychlosti i na dalších úsecích prvního koridoru (Pardubice–Uhersko–Choceň a Rakvice–Břeclav).